# Réserve naturelle orientée de la Vallée de l'Orfento II
La réserve naturelle de la Vallée de l'Orfento II est un espace naturel protégé créée dans les Abruzzes en 1972. Elle est située dans la commune de Caramanico Terme, dans la province de Pescara,.

## Historique
La réserve naturelle orientée est située au nord-ouest de la Réserve naturelle orientée de la Vallée de l'Orfento sur un peu plusde 3 km2 sur le territoire de Caramanico Terme. La rivière Orfento, au fil du temps, a creusé de véritables pentes rocheuses de différentes hauteurs, qui contribuent à caractériser la réserve.
La réserve a été créée par arrêté ministériel de l'agriculture et de la forêt du 11 septembre 1971 et signé par Lorenzo Natali en tant que réserve naturelle d'État orientée. Avec la loi n.394 de 1991 elle a été inclus dans le territoire du parc national de la Majella, situé dans la zone A.  Le 21 mai 1992, elle a été reconnue dans le cadre de la Directive habitats comme site d'importance communautaire (SIC).

## Flore

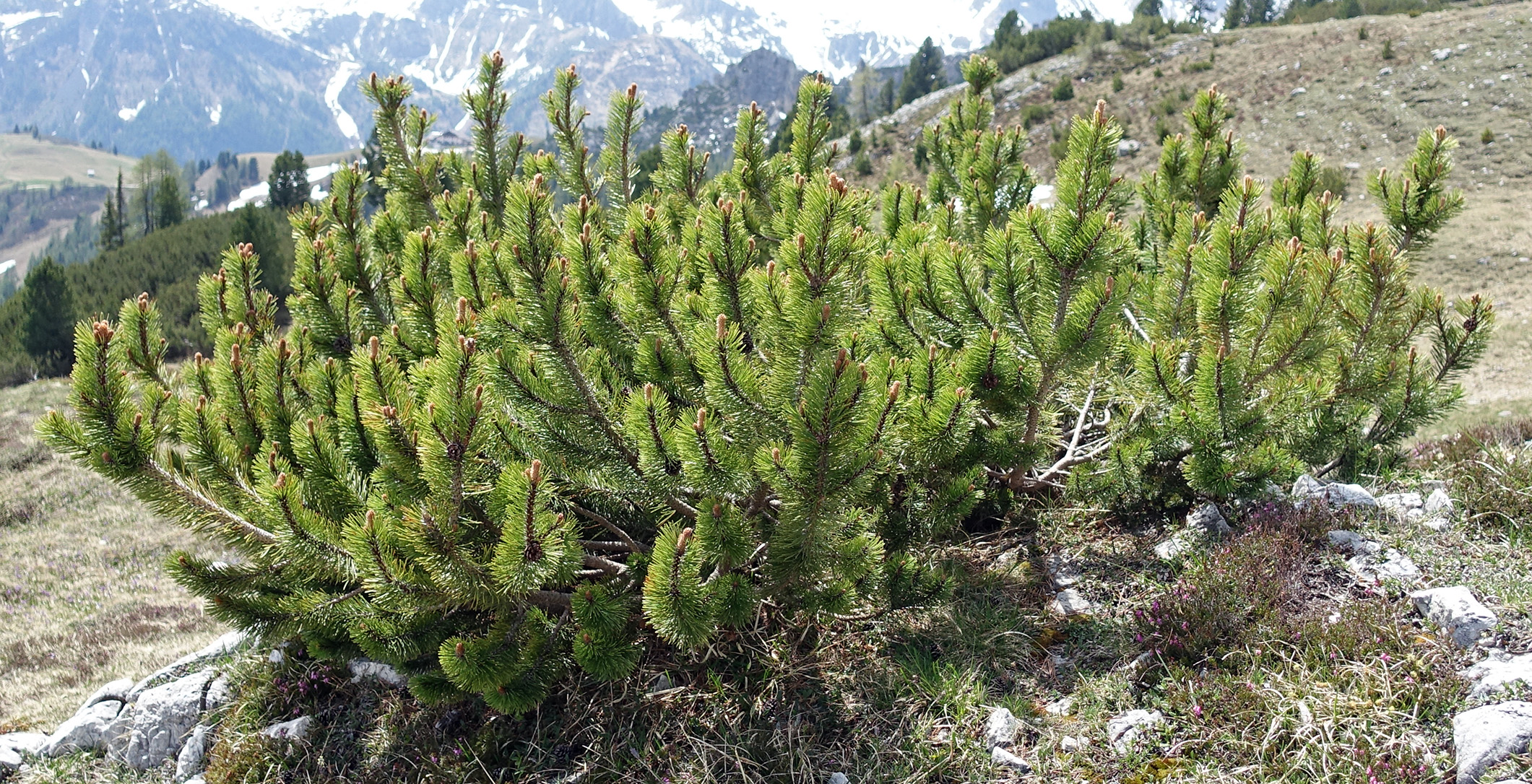
Le pin mugho

La flore comprend différentes variétés d'espèces arboricoles, herbacées et florales, principalement des espèces de charme-houblon, de cyprès d'Italie, de hêtre commun, de pin mugho, de pin noir et de chêne pubescent, typiques de l'environnement d'Europe centrale (450-887450 à 887 m).

## Faune

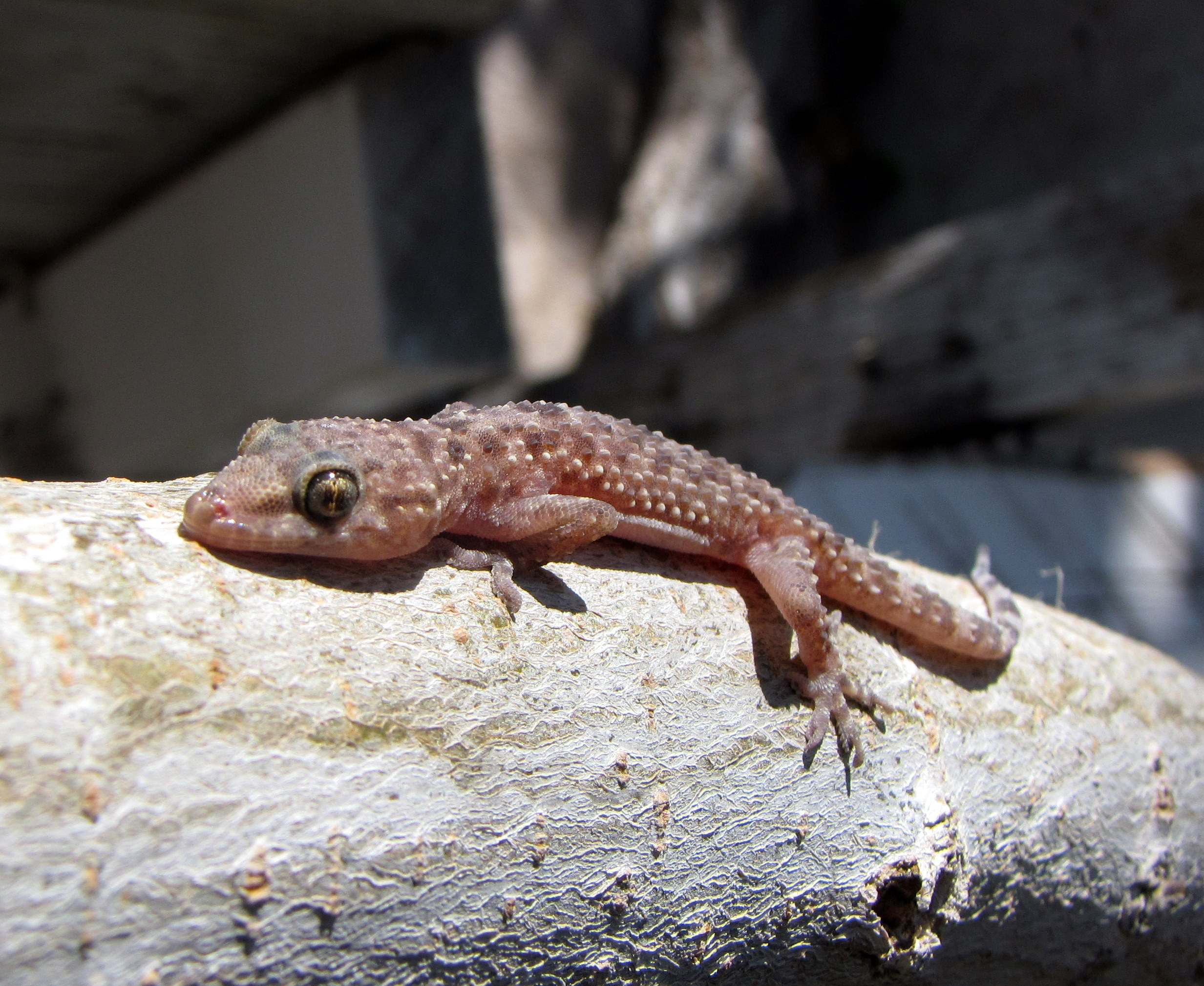
Le gecko verruqueux

La faune comprend, pour les grands et les petits mammifères : chevreuil, cerf, loutre d'Europe, loup des Apennins et ours brun marsicain, tandis qu'en ce qui concerne les oiseaux : pie-grièche à tête rousse, bec-croisé des sapins, bruant ortolan, engoulevent d'Europe,... 
Les reptiles sont présents: gecko commun, gecko verruqueux, lézard des champs, lézard des murailles, luscengola, orvet et lézard vert, couleuvre à collier et couleuvre à glands. Les animaux les plus représentatifs sont les amphibiens : rainette italienne, grenouille des Apennins, grenouille dalmate, crapaud, salamandre des Apennins,... vivant près des eaux de la rivière Orfento. Parmi les invertébrés, se distingue le Parnassius apollo , une espèce faunique rare endémique de la réserve.

## Galerie

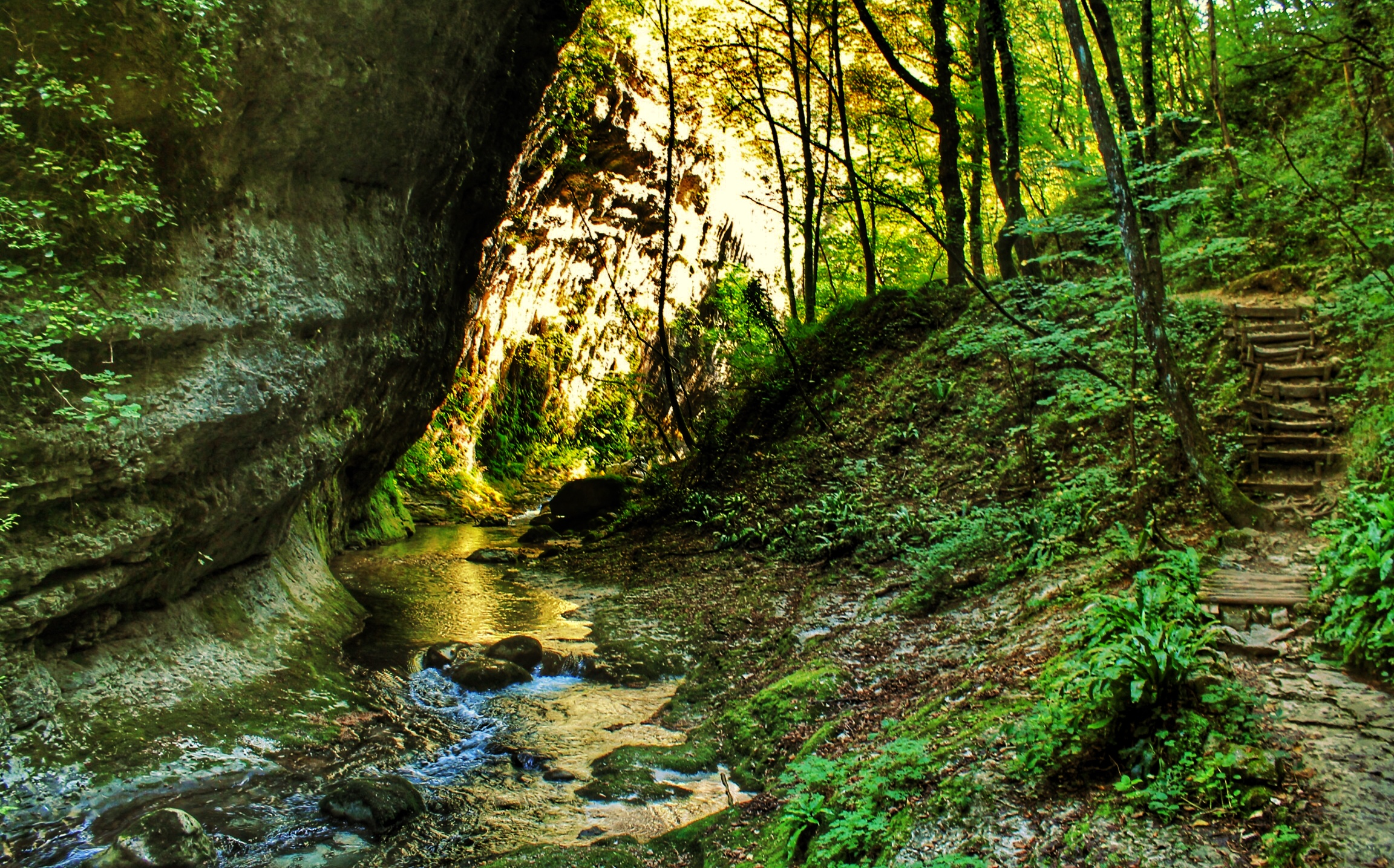
La rivière Orfento
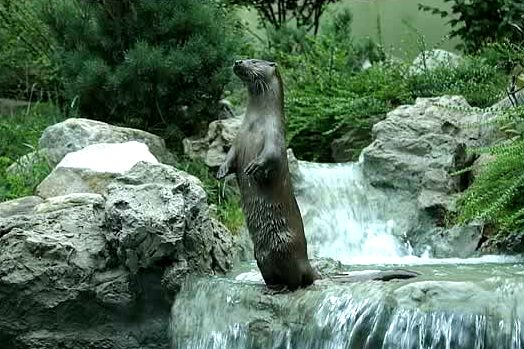
La loutre